# Mirrors (album de Sandra)
Mirrors este cel de-al doilea album de studio al cântăreței germane Sandra, lansat în 1986.

## Piese
| # | Piesă                                  | Compozitor(i) - producător(i)         | Durată |
| - | -------------------------------------- | ------------------------------------- | ------ |
| 1 | "The Second Day"                       | Cretu/Kemmler/Hirschburger            | 0:36   |
| 2 | "Don't Cry (The Breakup of the World)" | Kemmler/Cretu - Kemmler/Hirschburger  | 4:56   |
| 3 | "Hi! Hi! Hi!"                          | Cretu/Kemmler - Cretu/Hirschburger    | 4:12   |
| 4 | "Midnight Man"                         | Kemmler/Cretu - Kemmler/Hirschburger  | 3:05   |
| 5 | "You'll Be Mine"                       | Cretu/Kemmler - Cretu/Hirschburger    | 4:33   |
| 6 | "Innocent Love"                        | Kemmler/Herter - Muller/Hirschburger  | 5:24   |
| 7 | "Two Lovers Tonight"                   | Cassandra/Besser - Cretu/Hirschburger | 3:47   |
| 8 | "Mirror of Love"                       | Kemmler/Cretu - Kemmler/Hirschburger  | 4:14   |
| 9 | "Loreen"                               | Peter/Cretu - Peter/Hirschburger      | 4:17   |